# Bãi Rạch Vang

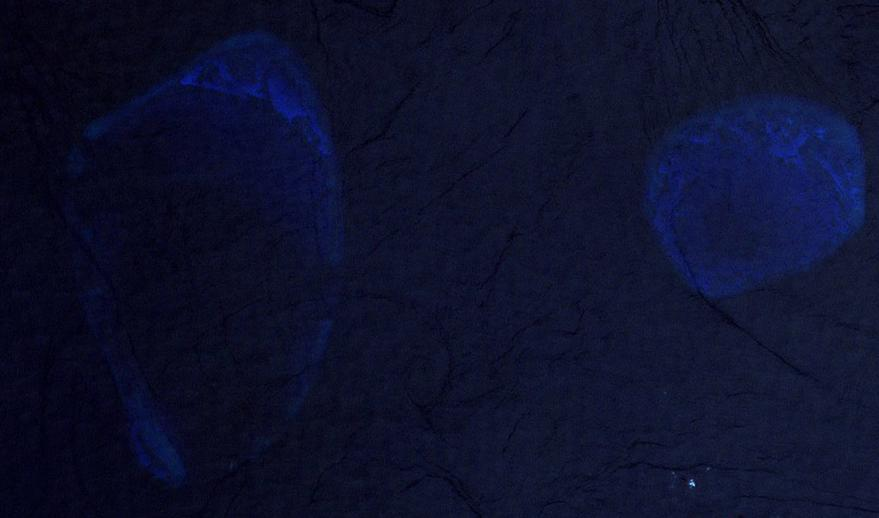
Bãi Rạch Vang (trái) và bãi Vĩnh Tuy (phải)

Bãi Rạch Vang là một bãi ngầm thuộc cụm Bình Nguyên của quần đảo Trường Sa.
Bãi Rạch Vang là đối tượng tranh chấp giữa Việt Nam, Đài Loan, Philippines và Trung Quốc. Hiện chưa rõ nước nào thực sự kiểm soát bãi này.
- Tên gọi: bãi Rạch Vang; tiếng Anh: Templer Bank; tiếng Filipino: Dalag; tiếng Trung: 忠孝滩; bính âm: Zhōngxiào tān, Hán-Việt: Trung Hiếu than
- Đặc điểm: bãi Rạch Vang có dạng quả trứng với chiều dài tính theo bắc-nam là 9 hải lý (16,7 km), chiều rộng là 5 hải lý (9,3 km) và diện tích đạt 115 km². Bãi sâu tối thiểu là 18,3 m.[2]